# 蕨叶小芹
蕨叶小芹（学名：Sinocarum filicinum）是伞形科小芹属的植物，为中国的特有植物。分布在中国大陆的云南、西藏等地，生长于海拔2,500米至4,500米的地区，见于高山草甸中和岩石上，目前尚未由人工引种栽培。